# Sara Miquel
Sara Miquel, all'anagrafe Sara Miquel García (Gerona, 22 agosto 1984), è un'attrice, ballerina e modella spagnola, nota per aver interpretato il ruolo di Cayetana Sotelo-Ruz nella soap Una vita (Acacias 38).

## Biografia
Sara Miquel è nata il 22 agosto 1984 a Gerona, nella comunità della Catalogna (Spagna), e oltre alla recitazione si occupa anche di teatro.

## Carriera
Sara Miquel ha iniziato a studiare psicologia, in quanto i suoi genitori non volevano che si dedicasse alla danza, non considerandola una vera e propria carriera. Poco dopo decide di lasciare gli studi, senza comunicarlo alla propria famiglia. Nel 2004 ha iniziato la sua carriera di recitazione, prendendo parte al cast della serie Paso adelante (Un paso adelante). dal 2004 al 2006 ha partecipato al programma televisivo Cool tv. Nel 2007 ha recitato nel film La vida es sueño diretto da Gabriela Sard e nel cortometraggio Settembre ́07, regia di Álex A. Antolino. L'anno successivo, nel 2008, ha recitato nella serie Serie B. Nello stesso anno ha recitato nei film Gothika diretto da Kim Gázquez e in Muñecas diretto da Ivan Verd e nel cortometraggio Silencio diretto da Marc Oller.
Nel 2009 ha recitato nelle serie Pelotas, in A.D - els abans de Déu e in Green power. Nello stesso anno ha recitato nei film Something must break diretto da Carla Ansa e nei cortometraggii 20 minutos diretto da Chema García, in Entre nadie diretto da Xavi Tió, Mala suerte diretto da Sergi Vizcaino e in Tristeza cebolla diretto da Miguel Anglada. Nel 2010 ha ricoperto il ruolo di Lídia / Clara nella serie Malsons SL. Nello stesso anno ha interpretato il ruolo di Anna nella serie Ruta 66. Nel 2012 ha fatto il suo debutto al cinema con il ruolo di Chica Ocupa I nel film El sexo de los ángeles diretto da Xavier Villaverde. Nello stesso anno ha preso parte al cast della serie Secretos y Mentiras. Nel 2014 ha recitato nella serie B&b, de boca en boca.
Dal 2015 al 2017 è stata scelta da TVE per interpretare il ruolo dell'antagonista Cayetana Sotelo-Ruz nella soap opera in onda su La 1 Una vita (Acacias 38) e dove a recitato insieme ad attori come Roger Berruezo, Sheyla Fariña, Montserrat Alcoverro, Inés Aldea, Marc Parejo, Gonzalo Trujillo e Alejandra Meco. Nel 2016 ha partecipato al programma televisivo Telepasión española, in onda su La 1. Nel 2018 ha recitato nel cortometraggio Polychrome diretto da Juan Carlos Saloz.

## Vita privata
Sara Miquel è sposata dal 15 settembre 2018 con Álvaro M. dal quale ha avuto il primo figlio Álex il 13 novembre 2019.

## Filmografia

### Cinema
- La vida es sueño, regia di Gabriela Sard (2007)
- Gothika, regia di Kim Gázquez (2008)
- Muñecas, regia di Ivan Verd (2008)
- Something must break, regia di Carla Ansa (2009)
- El sexo de los ángeles, regia di Xavier Villaverde (2012)

### Televisione
- Paso adelante (Un paso adelante) – serie TV (2004)
- Serie B – serie TV (2008)
- Pelotas – serie TV, 8 episodi (2009)
- A.D - els abans de Déu – serie TV (2009)
- Green power – serie TV (2009)
- Malsons SL – serie TV, 2 episodi (2010)
- Ruta 66 – serie TV, 7 episodi (2010)
- Secretos y Mentiras – serie TV (2012)
- B&b, de boca en boca – serie TV, 1 episodio (2014)
- Una vita (Acacias 38) – soap opera, 581 episodi (2015-2017)

### Cortometraggi
- Settembre ́07, regia di Álex A. Antolino (2007)
- Silencio, regia di Marc Oller (2008)
- 20 minutos, regia di Chema García (2009)
- Entre nadie, regia di Xavi Tió (2009)
- Mala suerte, regia di Sergi Vizcaino (2009)
- Tristeza cebolla, regia di Miguel Anglada (2009)
- Polychrome, regia di Juan Carlos Saloz (2018)

## Teatro
- A lie of the mind di Sam Shepard, diretto da Jordi Oliver (2010)
- Hoy no me puedo levantar, diretto da David Serrano, presso il teatro tivoli di Barcellona (2010-2011)
- Violines y trompetas (2012)
- Mas de cien mentiras di Joaquin Sabina, diretto da David Serrano, presso il teatro Rialto di Madrid (2012-2013)
- 40 principales, presso il teatro Rialto di Madrid (2013)
- Marta tiene un marcapasos, diretto da Borja Manso, presso il teatro Compac di Gran Via a Madrid (2014)

## Programmi televisivi
- Cool tv (2004-2006)
- Telepasión española (La 1, 2016)

## Doppiatrici italiane
Nelle versioni in italiano dei suoi film e delle sue serie TV, Sara Miquel è stata doppiata da:
- Beatrice Caggiula[20] in Una vita[21]